# Bataille de la Scarpe (1918)
Première Guerre mondiale
La bataille de la Scarpe est une bataille de la Première Guerre mondiale qui eut lieu lors de l'offensive des Cent-Jours entre le 26 et le 30 août 1918.

## Déroulement
Le 26 août 1918, le corps expéditionnaire canadien prit possession des villages de Monchy-le-Preux et de Wancourt.
Le lieutenant Charles Smith Rutherford du 5e bataillon de fusils montés de la 3e division d'infanterie canadienne obtiendra pour ses actions en bataille, dont la prise des redoutes X et Y, la croix de Victoria.
Le 27 août, l'avancée canadienne est ralentie à cause du terrain glissant provoqué par de fortes pluies durant la nuit. Les positions fortement défensives 
des Allemands limitent les progrès canadiens à trois kilomètres.
Après trois jours de combat intensifs, le 28 août, les 2e et 3e divisions d'infanterie canadienne, menées par le lieutenant-colonel William Hew Clark-Kennedy, blessé et souffrant d'une importante hémorragie, s'emparent d'une importante partie de la ville de Fresnes-Mazancourt et capturent 3 300 soldats, 53 fusils et 519 mitrailleuses. Les pertes sont estimées à 5 801 hommes dont 254 officiers. Hew Clark-Kennedy serait décoré de la croix de Victoria pour ces actes.
La première brigade motorisée des armées de l'Empire Britannique, la Brigade Brutinel, avance la ligne de front de un kilomètre le 29 août. En parallèle, le bataillon d'infanterie cycliste canadienne s'implante à côté de la rivière Scarpe.
Le 30 août, les soldats du Corps canadien dégagent des portions du système de tranchées Fresnes-Rouvroy. Après avoir tenu toute la journée en étant sous le feu ennemi, ils repoussent une contre-attaque allemande, capturant 50 prisonniers et 5 mitrailleuses.